# Imotska torta
Imotska torta je tradicionalna hrvatska vrsta torte koja se priprema na širem području koje gravitira gradu Imotskom u Zagori (Imotska krajina i imotska bekija).  Ova torta pripravljena od sastojaka poput badema koji su karakteristični za podneblje područja Imotske krajine uz svoju tradicionalnu recepturu samoj torti daju specifičan izgled, okus i miris. Zbog toga je imotska torta za RH postala proizvod sa zaštićenim porijeklom i recepturom kao proizvod od iznimne važnosti za očuvanje tradicijskog, kulturnog i civilizacijskog dostignuća imotskog podneblja a Hrvatska gospodarska komora dodijelila znak Izvorno hrvatsko.

## Pogledati još
- Izvorno hrvatsko
- Imotska krajina

## Recept
- Recept na wikiknjigama